# 约瑟夫·巴克罗夫特
约瑟夫·巴克罗夫特爵士（英語：Sir Joseph Barcroft，1872年7月26日—1947年3月21日）是一位英国生理学家，皇家学会会士，知名于对血液中血氧饱和度的研究。